# Volemys
A Volemys az emlősök (Mammalia) osztályának rágcsálók (Rodentia) rendjébe, ezen belül a hörcsögfélék (Cricetidae) családjába tartozó nem.

## Rendszerezés
A nembe az alábbi 2 faj tartozik:
- Volemys millicens Thomas, 1911
- Volemys musseri Lawrence, 1982 – típusfaj